# 10340 Jostjahn
A 10340 Jostjahn (ideiglenes jelöléssel 1991 RT40) a Naprendszer kisbolygóövében található aszteroida. Freimut Börngen fedezte fel 1991. szeptember 10-én.